# Sipario (romanzo)
Sipario: L'ultima avventura di Poirot (titolo originale Curtain: Poirot's Last Case) è un romanzo poliziesco della scrittrice britannica Agatha Christie uscito nel settembre 1975, ma scritto durante la seconda guerra mondiale, l'ultimo libro da lei pubblicato in vita. Ultima avventura col celebre detective Hercule Poirot, il primo personaggio nato dalla penna dell'autrice nel romanzo Poirot a Styles Court, pubblicato nel 1920 è ambientato interamente nella stessa magione della campagna inglese del primo romanzo, dove tra i personaggi ricomparsi ritroviamo, anch'egli per un'ultima volta dopo molti anni di assenza, il capitano Arthur Hastings, la cui precedente apparizione risaliva al 1937, nel romanzo  Due mesi dopo. 
A differenza di Miss Marple, il cui romanzo finale fu pubblicato postumo, la Christie era ormai stanca del personaggio di Poirot, che definiva "un pesante fardello"; nel 1975 non preparò alcun nuovo romanzo, preferendo invece pubblicare l'ultimo capitolo della serie, già scritto decenni prima, decretando così la fine del celebre personaggio.

## Trama
Dopo cinquantacinque anni, Hercule Poirot, ormai costretto a una sedia a rotelle a causa dell'artrite che lo affligge e assistito dal suo nuovo cameriere Curtiss, ritorna a Styles Court, una grande dimora inglese dove l'investigatore aveva risolto il suo primo caso in Inghilterra, e che nel frattempo è stata trasformata in pensione da due anziani coniugi, il Colonnello Luttrell e sua moglie. Poirot vi riceve il suo vecchio amico e compagno di investigazione Arthur Hastings, rimasto vedovo e residente in Argentina; dopo un'iniziale riconciliazione, gli confida tuttavia che ha voluto convocarlo anche per risolvere una difficile e misteriosa situazione ancora una volta insieme. Essa si tramuterà in una serie di delitti, che l'investigatore belga ha giustamente intuito, perché alcuni giorni dopo l'arrivo di Hastings, avviene infatti un omicidio.
Poirot riesce a collegarlo agli altri quattro precedenti perpetrati nella stessa area da uno spietato pluriomicida, un uomo astutissimo che l'investigatore soprannomina per prudenza X dato che, pur conoscendo fin dall'inizio l'identikit dell'assassino, non vuole svelare il suo nome perché privo di prove capaci d'incastrarlo definitivamente. Il signor X è infatti ufficialmente fuori dall'accusa dei cinque omicidi, tutti apparentemente perpetrati dalle vittime o dai loro familiari; una è stata trovata impiccata, mentre un'altra aveva ricevuto da sua nipote, Freda Clay, un'overdose di morfina. Poirot riunisce nella dimora tutti i familiari e coloro che sanno della faccenda: oltre ai signori Luttrell, si trovano anche Judith, figlia di Hastings, i signori Dottor John Franklin e sua moglie Barbara, l'infermiera Craven, l'osservatore degli uccelli Stephen Norton, Sir William Boyd-Carrington, il Maggiore Allerton ed Elizabeth Cole. Gli ospiti si conoscono tutti e la riunione inizia con Sir William che invita i Franklin a unirsi a lui per l'estate. La prima a confessare è Elizabeth Cole: ella è la sorella di Margaret Litchfield, la quale aveva confessato di aver assassinato il loro padre in uno dei cinque delitti di X; Margaret morì dopo essersi internata in un manicomio, ed Elizabeth ne rimase traumatizzata.
Nei giorni seguenti, avvengono tre incidenti che mostrano il marchio di X. Nel primo, Hastings e altri odono un litigio tra i Luttrell, e poco dopo il colonnello ferisce sua moglie con un fucile, e afferma di averla scambiata per un coniglio; tuttavia, non solo la signora Luttrell guarisce, ma l'incidente ha in qualche modo un effetto positivo sul loro matrimonio. In seguito, Hastings viene a sapere che la figlia Judith è innamorata del Maggiore Allerton, un uomo sposato. Quando Hasting, Elizabeth e Norton escono a fare una passeggiata, quest'ultimo vede col binocolo qualcosa che lo disturba, e Hastings, ritenendo che abbia qualcosa a che fare con Allerton, tenta invano di persuadere Judith a rinunciare allo spasimante, rimediando solo un litigio; medita allora di assassinare Allerton, ma in seguito si addormenta e, una svolta svegliatosi, nota che Allerton è ancora vivo. Infine, Barbara, moglie del Dottor Franklin, muore la sera successiva causa avvelenamento da fisostigmina, un estratto della fava del Calabar che suo marito studia da tempo; Poirot testimonia nell'inchiesta dichiarando di averla vista uscire dal laboratorio del marito con una bottiglia in mano, e la morte della donna viene indicata come suicidio. La notte stessa dell'inchiesta, Hastings viene svegliato da un rumore e vede Norton entrare nella sua stanza; il mattino dopo, Norton viene trovato morto nella sua stanza con un colpo di proiettile in testa, con una pistola vicino a lui e la chiave nella sua giacca. La sua morte è estremamente sospetta: Hastings aveva giurato di aver visto Norton tornare nella sua stanza la notte prima, ma Poirot afferma che l'osservatore di uccelli sarebbe stato imitato da qualcuno, eppure nessun uomo nella casa poteva impersonare Norton completamente, in quanto non era alto.
Poirot però muore improvvisamente per un attacco di cuore in poche ore, e lascia ad Hastings tre indizi: una copia di Otello, una copia del John Ferguson di St. John Greer Ervine e un appunto in cui gli dice di parlare con George, il suo vecchio cameriere. Dopo che Poirot viene sepolto a Styles, Hastings viene a sapere che Judith in realtà si è innamorata del suo datore di lavoro, l'ormai vedovo Dottor Franklin, che intende sposare e seguire nelle sue ricerche in Africa. Parlando poi con George, si scopre che Poirot indossava una parrucca e che i motivi per cui aveva assunto il cameriere Curtiss erano vaghi.
Quattro mesi dopo la morte di Poirot, Hastings riceve un manoscritto, nel quale Poirot spiega che X in realtà era Norton, un uomo che aveva perfezionato la tecnica di Iago, il personaggio di Otello, ossia applicare una pressione psicologica necessaria per portare chiunque a un omicidio, senza che la vittima capisca cosa succeda, abilità che Norton aveva dimostrato con il Colonnello Luttrell, con Hastings e con la signora Franklin. Quando Poirot aveva saputo che Hastings intendeva uccidere Allerton, egli ha messo un sonnifero nella cioccolata calda di Hastings per evitare il peggio. Ironia della sorte, Hastings si era involontariamente intromesso nel piano della signora Franklin di avvelenare il marito, avendo egli girato il tavolo dei caffè mentre stava cercando un libro per risolvere uno schema di parole crociate, provocando lo scambio dei caffè e quindi la morte di Barbara. Pur non avendone le prove, Poirot capiva che Norton, che era stato molto vago riguardo a quanto aveva visto col suo binocolo, avrebbe invece in realtà visto Franklin e Judith per coinvolgerli nell'omicidio di Barbara; la testimonianza di Poirot nell'inchiesta era infatti volta a convincere la polizia a fermare le indagini. Dopo questo, Poirot, compreso che il cuore era ormai troppo debole, aveva concepito un piano per uccidere Norton, unica soluzione possibile per fermare la catena di omicidi. Lo aveva infatti invitato a bere una cioccolata calda in privato e aveva condiviso con lui i suoi sospetti e il suo piano per ucciderlo. Arrogante e sicuro di sé, Norton aveva scambiato le tazze di cioccolata, ma Poirot lo aveva anticipato drogando entrambe le tazze, sapendo di avere una tolleranza più alta per una dose che avrebbe stordito Norton, quindi aveva riportato l'incosciente osservatore di uccelli nella sua stanza usando la sua sedia a rotelle, l'unica ragione per cui aveva portato a Styles il suo nuovo maggiordomo Curtiss che era ignaro del fatto che Poirot  era ancora in grado di camminare da solo. Si era quindi travestito da Norton, dato che avevano la stessa altezza, e simulato una zoppia; quindi, dopo che Hastings aveva affermato che Norton era vivo dopo aver lasciato la stanza di Poirot, quest'ultimo aveva sparato in testa a Norton, lasciato la pistola sul tavolo e chiuso la stanza con un duplicato della chiave. Solo allora Poirot aveva scritto la storia, smettendo intanto di prendere la sua medicina per il cuore. Egli stesso non può dire se sia stato giusto farlo, ma così facendo era sicuro di aver evitato l'ennesimo omicidio provocato da Norton. La confessione si conclude con Poirot che suggerisce ad Hastings di seguire Elizabeth Cole.

## Personaggi
- Hercule Poirot, investigatore belga
- Arthur Hastings, amico di Poirot
- Curtiss, cameriere di Poirot
- Judith, figlia di Hastings
- George Luttrell, colonnello a riposo e proprietario di Styles Court
- Daisy Luttrell, moglie del colonnello
- Sir William Boyd Carrington, ospite a Styles
- Maggiore Allerton, ospite a Styles
- Stephen Norton, ospite a Styles
- Elizabeth Cole, ospite a Styles
- John Franklin, scienziato
- Barbara Franklin, moglie di John
- Signorina Craven, infermiera

## Citazione
- In questo romanzo la Christie riporta due citazioni esplicite, la prima è di James Joyce:

la seconda invece è tratta dall'Otello di Shakespeare:
- Il romanzo contiene inoltre un riferimento all'opera di uno scrittore irlandese, St. John Greer Ervine.

## Edizioni italiane
- Sipario. L'ultima avventura di Poirot, traduzione di Diana Fonticoli, Collana Il Giallo Mondadori n.1403, Milano, Arnoldo Mondadori Editore, dicembre 1975,  p. 143, ISBN 88-04-52184-8. - Milano, Euroclub, 1984; I Classici del Giallo Mondadori, agosto 1986; I Classici del Giallo Mondadori, 2011.
- Sipario, l'ultima avventura di Poirot, collana Oscar Narrativa n.1477 (Oscar Gialli n.119), traduzione di Diana Fonticoli, Milano, Mondadori, luglio 1989,  p. 204, ISBN 88-04-32582-8. - Collana Oscar Gialli, Mondadori, 2019, ISBN 978-88-047-0889-6.